# Gmina Pogorzela
Die Gmina Pogorzela [pɔgɔˈʐɛla] ist eine Stadt-und-Land-Gemeinde im Powiat Gostyński der Woiwodschaft Großpolen in Polen. Ihr Sitz ist die gleichnamige Stadt (deutsch Pogorschella) mit etwa 2100 Einwohnern.

## Gliederung
Zur Stadt-und-Land-Gemeinde (gmina miejsko-wiejska) Pogorzela mit einer Fläche von 96,5 km² und etwa 5000 Einwohnern gehören die Stadt selbst und 12 Dörfer mit Schulzenämtern (sołectwa):
- Bielawy Pogorzelskie
- Bułaków
- Elżbietków
- Głuchów
- Gumienice
- Kaczagórka
- Kromolice (1943–1945 Kornland)[2]
- Łukaszew
- Małgów
- Ochla
- Paradów
- Wziąchów (1943–1945 Junghof)[2]

Weitere kleinere Ortschaften der Gemeinde sind Dobrapomoc, Głuchówek, Józefów Ochelski, Międzyborze, Nowiny, Stawy und Taczanówko.